# Karl Larsen (maler)
 For alternative betydninger, se Karl Larsen. (Se også artikler, som begynder med Karl Larsen)
Karl Georg Larsen (født 18. april 1897 i København, død 24. november 1977 i Holte) var en dansk maler. Forældrene var arbejdsmand, senere lygtetænder Carl Christian Larsen og hustru Malene Kirstine Jensen, Karl Larsen giftede sig i 1920 med Bertha Louise Katrine Højgaard Christensen.
Sammen med Vilhelm Lundstrøm, Svend Johansen og Axel Salto dannede han kunstnergruppen De Fire. Han fik allerede i 1917 et gennembrud med værket En trappegang, som er inspireret af kubisme. Han udtrykte sig ikke kun i maleri, men også i skulpturer, tegninger, akvarel og mosaik.

## Uddannelse
Karl Larsen kom i malerlære hos August Tørsleff 1911 og gik på Teknisk Skole i København vinteren 1912-13. På Kunstakademiet i København studerede han i 1929 på dekorationsskolen blandt andet mosaik.

## Rejser og udlandsophold
I 1921- 25 foretog han rejser til og boede i Frankrig og Italien. En tid foretoges opholdene i fællesskab med vennerne og kollegerne fra De fire: Svend Johansen, Vilhelm Lundstrøm og Axel Salto. Senere foretog han rejser til Italien, herunder Rom 1969, og til Uganda 1970.

## Kunsten
Værket med tydelig kubistisk inspiration En Trappegang fra 1917 står i dag som hovedværket i Karl Larsens karriere, men også som et af den tidlige danske modernistiske betydeligste arbejder. Senere udviklede han sig på adskillige områder i malerkunsten. Hans naturalistiske portræt af kunstsamleren Chr. Tetzen-Lunds mor indbragte ham Eckersberg Medaljen allerede i 1919. Senere udviklede han et mere ekspressivt udtryk i såvel portrætter som opstillinger og landskabsmalerier fra sine rejser. Forskelligartede udtryksformer, undersøgelser af kompositioner og materialer blev en livslang arbejdsproces. 
Et kortere ophold på Kunstakademiets Dekorationskole gav Karl Larsen mulighed for at arbejde med mosaik. Han fik udsmykningsopgaver i det offentlige rum og udførte bl. a. seks vinduesglasmosaikker til hovedtrappen i den tidligere Kunsthåndværkerskole i Ahlefeldtsgade i København 1960,1964, og en glasmosaik til Søllerød Kirke 1966.
Karl Larsen formede som billedhugger en række dyreskulpturer for Den kgl. Porcelainsfabrik i 1940erne. Studierne foretog han i Zoologisk Have, og selve skulpturerne blev efterfølgende udført i stentøj og dekoreret med Sung glasur. Flere af skulpturerne findes i samlingen på museet for Den kgl. Porcelainsfabrik.

## Udstillinger i udvalg
- 1916-20 Kunstnernes Efterårsudstilling
- 1919-20, 1936-37, 1957, 1974 Charlottenborgs Forårsudstilling
- 1919 Nyere dansk kunst, Liljevalchs Konsthal, Stockholm
- 1920 Den Frie Udstilling
- 1921 1923-25, 1928 De Fire
- 1928 Da. Målarkonst, Helsingfors
- 1932 Den Fynske Forårsudstilling
- 1940-41 Tegneudstilling, Statens Museum for Kunst
- 1961 Med Dannebrogen i topp, Liljevalchs Konsthal, Stockholm
- 1978 Carl Gruvemans Kunstsamling, Anneberg

### Separatudstillinger
- 1919 Triangeludstilling, Ovenlyssalen, København, sammen med Vilhelm Lundstrøm og Aage Wibollt
- 1935 Mosaik, Danmarks Designmuseum
- 1937 Charlottenborg, sammen med Johan Berens og Kaj Mottlau
- 1938 Kunstforeningen København
- 1968 Retrospektiv, Tårnby Rådhus
- 1975 Sophienholm

## Værker i offentlig eje
- Udsigt over tage, 1917, Randers Kunstmuseum
- Selvportræt, 1919, Fyns Kunstmuseum
- Udsigten, Odense, 1920, Fyns Kunstmuseum
- Nature morte, 1921, Nordjyllands Kunstmuseum
- Dame med hat, 1921, Nordjyllands Kunstmuseum
- Opstilling, 1921, Esbjerg Kunstmuseum
- Nature morte, 1921, Vejle Kunstmuseum
- Pont du Loup, 1923, Statens Museum for Kunst
- Aftenselskab, 1924-25, Nordjyllands Kunstmuseum
- Nature morte, bord med dug og frugter, 1925, ARoS
- To fiskerbåde på stranden, 1927, Ribe Kunstmuseum
- To store og en lille fiskerbåd på stranden, 1927, Ribe Kunstmuseum
- Redningshuse, Thy, 1927, Nordjyllands Kunstmuseum
- Stilleben, 1930, Ystads Konstmuseum
- Nature morte, 1931, Nasjonalgalleriet, Oslo
- Portrætter af C. L. David, tegning og maleri, 1955, begge Davids Samling
- Portræt af Carl Iversen, 1968, Københavns Universitet
- Portræt af Axel Salto, Malmö Museum
- Dyrestudier, sortkridt, Danmarks Designmuseum
- Tegninger og grafik, Kobberstiksamlingen

### Kunsthåndværk
- Vinget barn på delfin, 1934, Danmarks Designmuseum
- Fad med fisk, 1939, Danmarks Designmuseum
- Selvportræt, 1930erne, Malmö Museum
- Dyreskulpturer, stentøj med sungglasur, Museet for Royal Copenhagen
- Flodhesteunge, 1942, Danmarks Designmuseum

### Bygningskunst
- Bispebjerg Krematorium, glasmosaik udkast, udstillet 1954
- 6 glasmosaikvinduer til hovedtrappen, 1960, 1964, Den tidligere Kunsthåndværkerskole, Ahlefeldtsgade, København
- Søllerød Kirke, glasmosaik 1966
- Søllerødscenens teatersal, mosaik, 1966-68, Ny Holte Skole
- Intarsia, Amtsgården, Blegdamsvej, København

## Stillinger og hverv
Karl Larsen drev privat malerskole ca. 1925-33. 

## Hæder
- 1919 Eckersberg Medaillen for Portræt af grosserer Tetzen-Lunds moder[5]
- 1921 Stoltenberg
- 1824 Zach. Jacobsen
- 1926 Akademiets pris
- 1929 Vilhelm Pachts Kunstnerbolig på livstid[6]
- 1939 Hirschsprung